# Tysfjords kommun
Tysfjords kommun (lulesamiska: Divtasvuona suohkan) var en kommun i Nordland fylke i norra Norge. Kommunens centralort var tätorten Kjøpsvik. Kommunen har fått sitt namn efter Tysfjorden.
Tysfjords kommun ingick i Förvaltningsområdet för samiska språk. Språkvariteten var lulesamiska, då den enda norska kommunen med lulesamiska. Där ingår nu istället Hamarøy kommun.

## Administrativ historik
Tysfjords kommun bildades 1869 genom en delning av Lødingens kommun. Gränsen ändrades 1964 när ett område med 33 invånare överfördes från Hamarøy kommun.
Den 1 januari 2020 upplöstes och delades kommunen varvid den norra delen fördes till Narviks kommun medan den södra delen fördes till Hamarøy kommun.

## Kultur
Tysfjord ligger i kärnområdet för lulesamiskt språk och kultur. En del av befolkningen är sjösamer av lulesamiskt ursprung och kommunen hade ett speciellt ansvar för immateriell samisk kultur.
I tätorten Drag ligger det lulesamiska centret Árran. I huset finns bland annat ett museum, samiskt daghem och undervisningslokaler. I centret finns också en av Sametingets avdelningar.

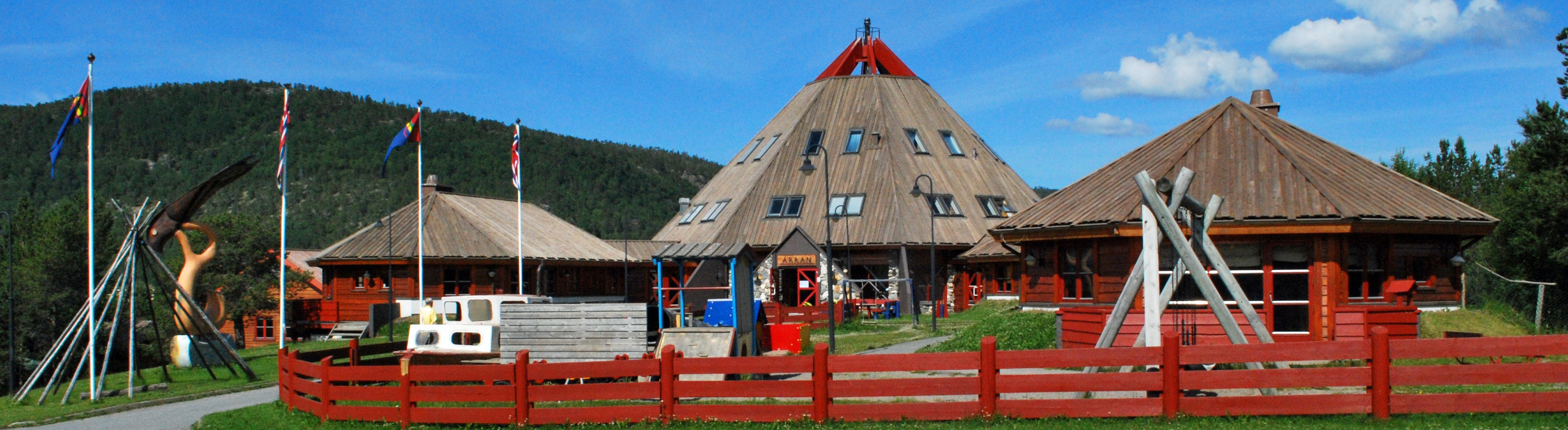
Árran, julevsáme guovdásj, Norges centrum för lulesamisk kultur och språk.

## Kyrkor
Kjøpsviks kyrka var kommunens huvudkyrka och ligger i Kjøpsvik. Det är en kyrka byggd i betong 1975.
Korsnes kyrka är Tysfjords äldsta kyrka, byggd 1889.

## Skolor
Tysfjords kommun hade 2013 tre grundskolor belägna i Kjøpsvik, Drag och Storjord. Grundskolan i Drag är Norges enda skola med undervisning i lulesamiska.

## Bilder

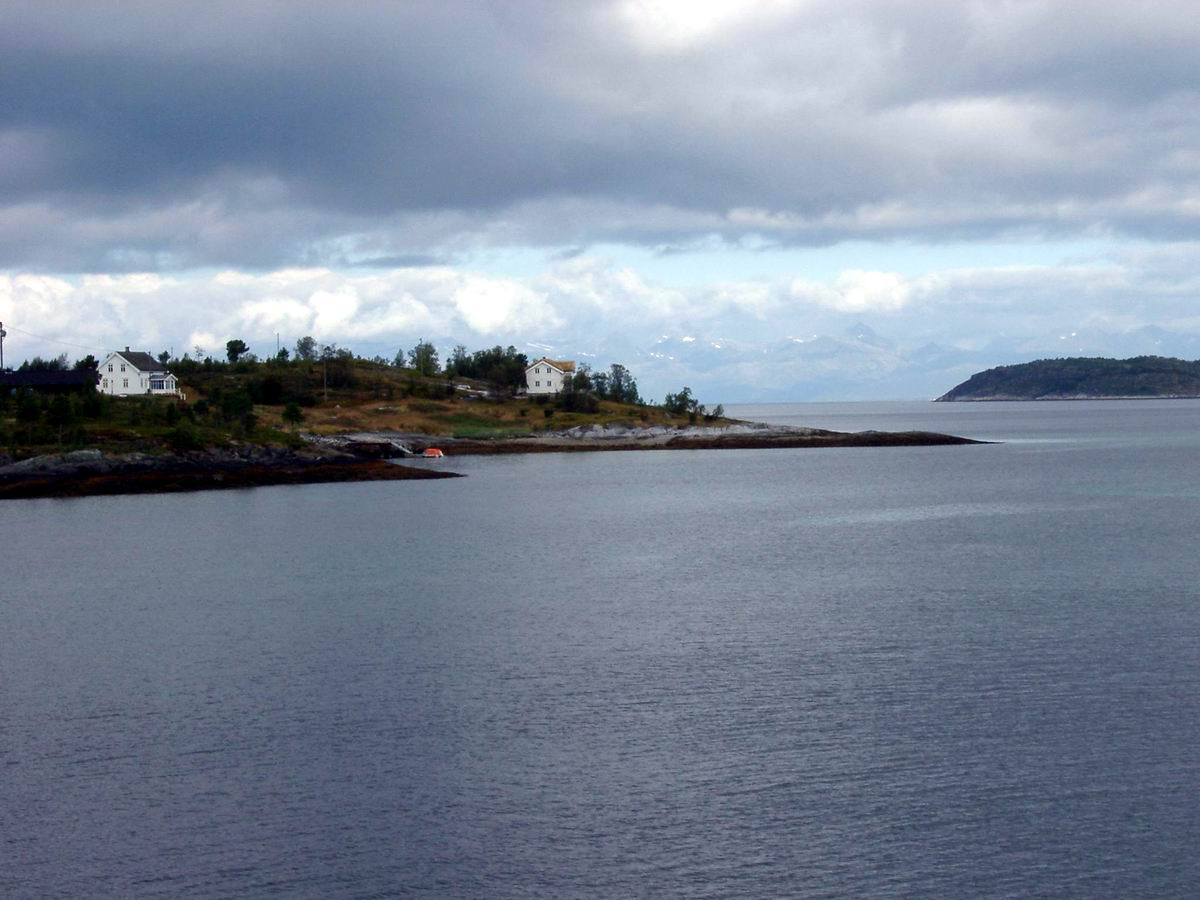
Tysfjorden.
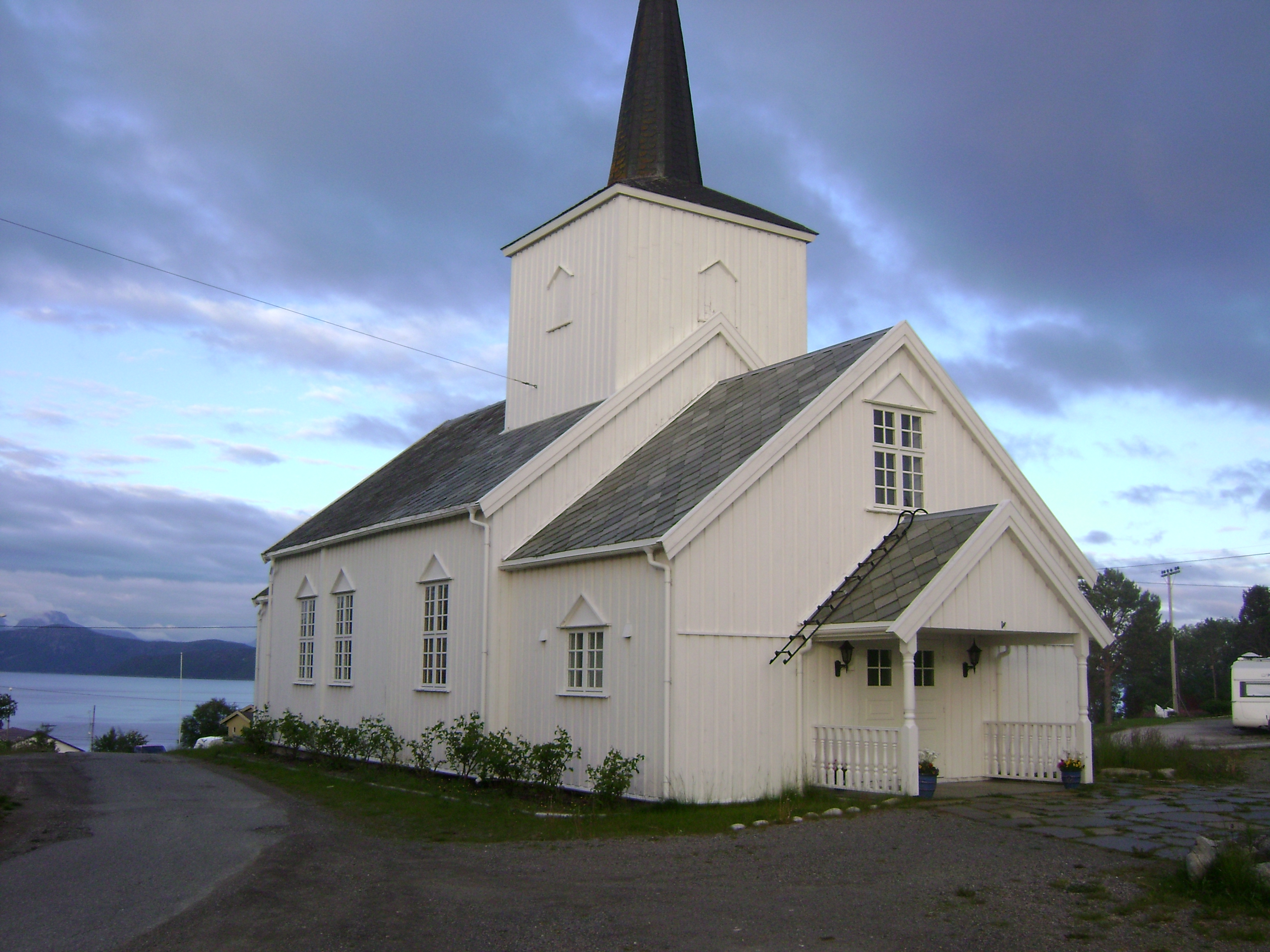
Korsnes kyrka.